# ルカ・パネラッティ
- ルカ・パネラーティ
- ルカ・パネラティ

ルカ・パネラッティ（Luca Panerati, 1989年12月2日 - ）は、イタリア共和国トスカーナ州グロッセート出身のプロ野球選手（投手）。現在はイタリアンベースボールリーグ・フォルティチュード・ボローニャに所属。
ルカ・パネラーティやルカ・パネラティと表記されることがある。

## 経歴
2007年に第37回IBAFワールドカップのイタリア代表に選出された。
2008年にシンシナティ・レッズとマイナー契約を結んだ。
2009年3月に第2回ワールド・ベースボール・クラシック(WBC)のイタリア代表に選出された。9月には第38回IBAFワールドカップのイタリア代表に選出された。
2011年は第39回IBAFワールドカップのイタリア代表に選出された。
2012年はフォルティチュード・ボローニャでプレーし、13試合に登板した。9月には第32回ヨーロッパ野球選手権大会のイタリア代表に選出された。
2013年に第3回WBCのイタリア代表に選出され、2大会連続2度目の選出となった。3月29日に日本の独立リーグであるベースボール・チャレンジ・リーグの富山サンダーバーズに入団。4月19日に来日初登板を果たした。しかし、肩の調子が思わしくなく、帰国して肩の治療に専念するのを理由に、5月10日に退団が発表された。退団後は古巣のフォルティチュード・ボローニャに復帰した。
2015年オフの10月23日に第1回WBSCプレミア12のイタリア代表に選出された。
2017年9月22日にオランダ代表との親善試合である「ヨーロピアン・ベースボール・シリーズ」のイタリア代表に選出された。

## 詳細情報

### 年度別投手成績
| 年 度     | 球 団     | 登 板 | 勝 利 | 敗 戦 | セ ｜ ブ | 完 投 | 投 球 回 | 打 者 | 被 安 打 | 被 本 塁 打 | 奪 三 振 | 与 四 球 | 与 死 球 | 失 点 | 自 責 点 | 暴 投 | ボ ｜ ク | 投 手 失 策 | 防 御 率 |
| --------- | --------- | ----- | ----- | ----- | -------- | ----- | -------- | ----- | -------- | ----------- | -------- | -------- | -------- | ----- | -------- | ----- | -------- | ----------- | -------- |
| 2013      | 富山      | 2     | 0     | 0     | 0        | 0     | 1.0      | 5     | 0        | 0           | 1        | 1        | 0        | 2     | 1        | 0     | 0        | 0           | 9.00     |
| 通算：1年 | 通算：1年 | 2     | 0     | 0     | 0        | 0     | 1.0      | 5     | 0        | 0           | 1        | 1        | 0        | 2     | 1        | 0     | 0        | 0           | 9.00     |

### 背番号
- 34（2012年）
- 18（2013年）

### 代表歴
- 2007 IBAFワールドカップ イタリア代表
- 2009 ワールド・ベースボール・クラシック・イタリア代表
- 2009 IBAFワールドカップ イタリア代表
- 2011 IBAFワールドカップ
- 2012年ヨーロッパ野球選手権大会イタリア代表
- 2013 ワールド・ベースボール・クラシック・イタリア代表
- 2015 WBSCプレミア12 イタリア代表